# Cebrennus villosus
Cebrennus villosus là một loài nhện trong họ Sparassidae.
Loài này thuộc chi Cebrennus. Cebrennus villosus được miêu tả năm 1966 bởi Jézéquel & Junqua.